# Zdenka Obal
Zdenka Obal, slovenska mladinska pisateljica, vzgojiteljica, knjižničarka, * 20. november 1967, Murska Sobota.

## Življenje
Zdenka Obal se je rodila 20. novembra 1967 v Murski Soboti. Odraščala je v Martjancih v Prekmurju, kjer je obiskovala osnovno šolo. Šolanje je nadaljevala na Srednji knjižničarski šoli nato še na Višji vzgojiteljski šoli, katero je uspešno zaključila. Leta 1996 se je preselila na Vrhniko in se zaposlila v Cankarjevi knjižnici Vrhnika kot višja knjižničarka.

## Delo
Piše kratke sodobne pravljice za otroke. Pri založbi Morfem je izdala tri slikanice: Zgodba o medvedku Skuštrančku (2007), Zajčki na delu (2008) in 7 pravljičnih zgodb (2008). Delo Zajčica Lina in violina (2008) pa je založila Cankarjeva knjižnica Vrhnika. Objavlja tudi v reviji Trobentica.
Glavne književne osebe v pravljicah so personificirane živali in pravljična bitja. Tema večine pravljic so dogodki iz vsakdanjega življenja otrok. V pravljicah se prepleta realni in domišljijski svet.